# IWI Galil ACE

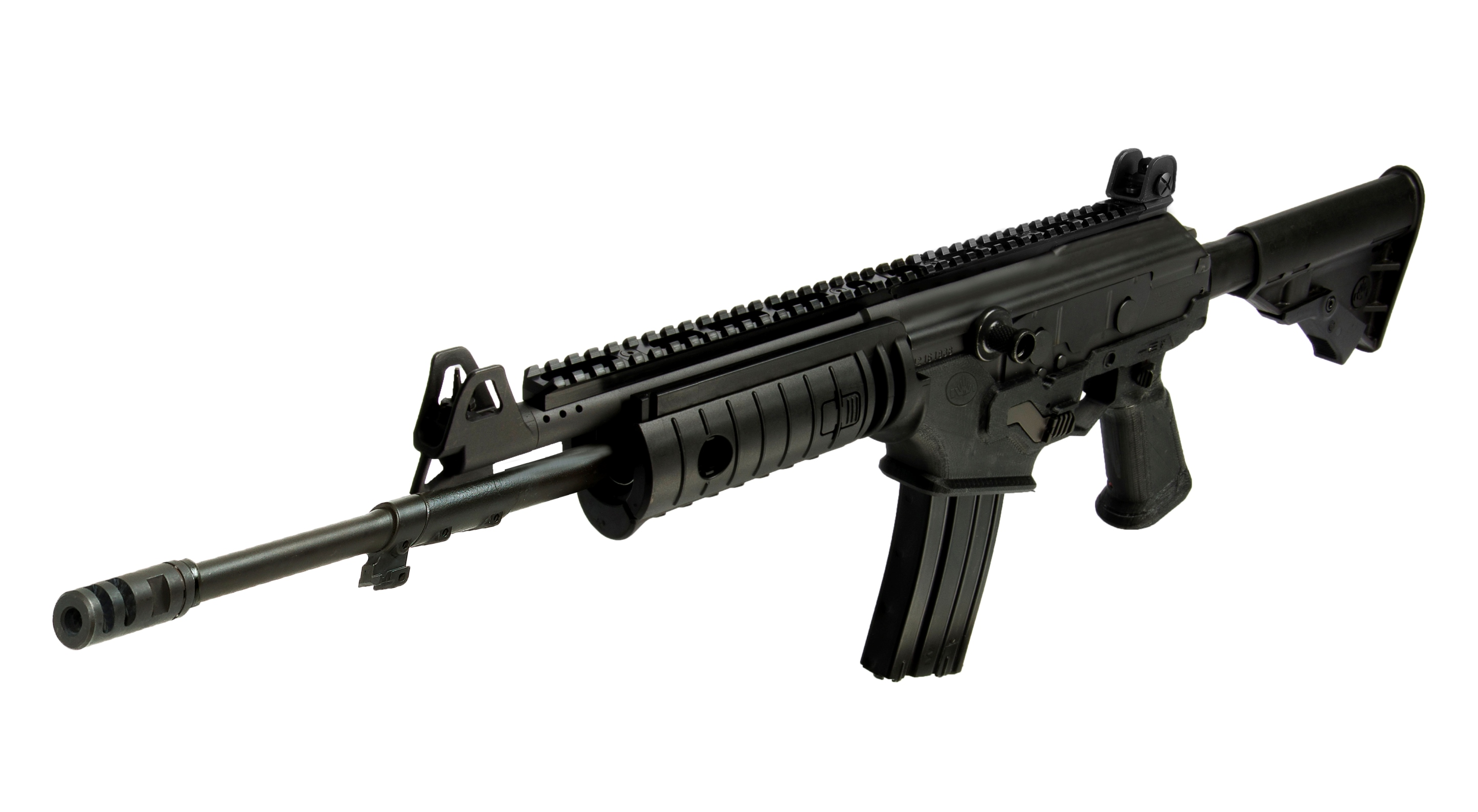
Imagen desde ángulo derecho

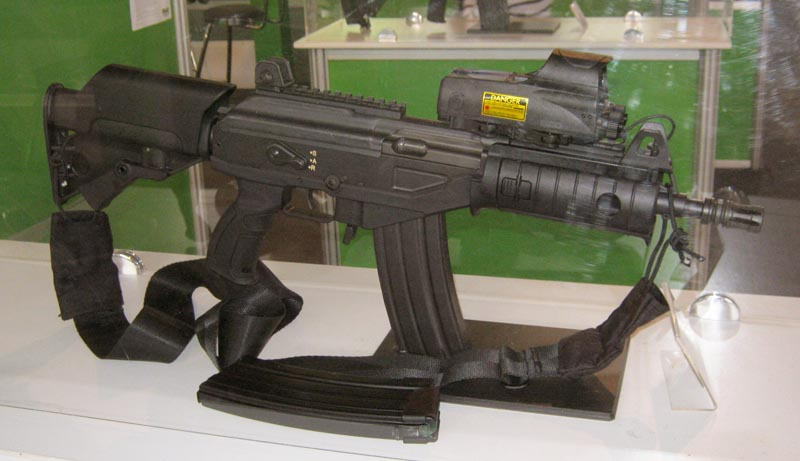
IWI ACE 21

El IWI Galil "ACE" es una serie de fusiles de asalto basada en el diseño original del IMI Galil. En el diseño, se hizo especial hincapié en aumentar la fiabilidad y la precisión en condiciones adversas en el campo de batalla.
El arma de fuego ha sido adoptada como rifle de asalto por las fuerzas armadas de varios países, como el Ejército Nacional de Colombia, Ejército de Chile y el Ejército Popular de Vietnam. El IWI Galil ACE también se fabrica bajo licencia de Indumil, FAMAE, RPC Fort y Z111 Factory.

## Detalles del diseño

### Reducción de peso
El Galil original se construyó con una acción de palanquilla de acero sólido mecanizado para aumentar la integridad estructural y la capacidad de supervivencia del arma. Esto resultó en un peso de hasta 4,4 kilógramos, lo cual lo hacía poco práctico para las fuerzas de infantería. En las Fuerzas de Defensa de Israel lo usaban principalmente soldados del Cuerpo de Blindados de Israel y del Cuerpo de Artillería de Israel, siempre usando en servicio activo la variedad más corta, conocida como Glilón, mientras que la variedad original, las más pesada, se circunscribía hacia el ocaso de su servicio al uso en las escuelas militares y bases de formación.
El ACE mantiene las ventajas del mecanismo de disparo del Galil con un peso significativamente reducido. Con este fin se rediseñó la acción para integrar el acero con polímero, mucho más ligero que el receptor del Galil original, fabricado de acero en su totalidad. Mientras que el receptor superior sigue siendo de acero mecanizado, se introdujo polímero en el receptor inferior para reducir el peso total del arma. La parte superior del receptor presenta un riel Picatinny (MIL-STD-1913).

### Precisión
Según American Rifleman: "Aunque este rifle se basa claramente en el diseño AK, demostró un nivel superior de potencial de precisión en comparación con varios de sus primos. El mejor grupo individual de 5 rondas a 100 yardas de 0.83″ Carga de punto blando Power-Shok" (prueba realizada con una variante de cañón de 16 pulgadas de 7,62 × 39 mm).

### Sistema de pistón de carrera larga
El rifle utiliza el sistema pistón de recorrido largo de Galil. El sistema de carrera larga se encuentra en el M1 Garand, AK-47 (sobre el cual el diseño del mecanismo interno del Galil tomó mucho prestado) y más recientemente en el Tavor.

### Barril
El cañón está revestido de cromo, martillado en frío, con un giro de 1:7″ para 5,56×45 mm OTAN, 1:7,5″ para 5,45×39 mm, 1:9,5″ para 7,62 ×39 mm y 1:12″ para 7,62 × 51 mm OTAN.

### Disparador
El ACE adopta el disparador Galil Sniper en lugar del disparador Galil original, para mejorar la precisión en comparación con el Galil estándar. Este es un disparador de dos etapas, que IWI ha modelado en el disparador de dos etapas del M1 Garand.

### Vistas
El ACE tiene miras de hierro totalmente ajustables con poste delantero de tritio y apertura trasera de dos puntos de tritio. También cuenta con un riel Picatinny para montar varias miras ópticas.

## Fabricantes

### Israel Weapon Industries
El fusil ACE fue diseñado y construido por la empresa Israel Weapon Industries para responder las necesidades de campo de batalla moderno para remplazar o modernizar el fusil IMI Galil. Según la empresa lo que quiere hacer es representar la nueva generación de fusiles de asalto pero sin cambiar la munición convencional 5,56 × 45 mm OTAN y el 7,62 × 51 mm OTAN.

### Indumil (Industria militar Colombiana)
La empresa Israel Weapon Industries haría una selección en 2006 entre varias empresas internacionales con el fin de buscar proveedores. Indumil saldría favorecida por su calidad y competitividad en el mercado, a la vez que otras empresas cesaron para producir otras armas. Este le vendería la licencia a la empresa colombiana, esta iniciaría la transferencia y capacitación a la empresa Indumil; en la producción Indumil modificaría y produciría las primeras variantes del fusil ACE dándole el título temporalmente como la única fábrica de los Galil, con unas adaptaciones para la demanda internacional como Israel, Guatemala, Chile y otros países, así mismo como a las Fuerzas Militares de Colombia y Policía Nacional de Colombia.

### FAMAE (Fábricas y Maestranzas del Ejército de Chile)
Esta sería otra empresa Latinoamérica en producir los fusiles ACE, a inicios del 2014 se haría la venta de la licencia del ACE por parte de Israel Weapon Industries a Fábricas y Maestranzas del Ejército de Chile. Desde el 2013 el ministerio de defensa de Chile buscaría un nuevo fusil para remplazar los SIG SG 550 y SIG 540 por su longevidad y expiración de vida en las Fuerzas Armadas de Chile.

## Galería

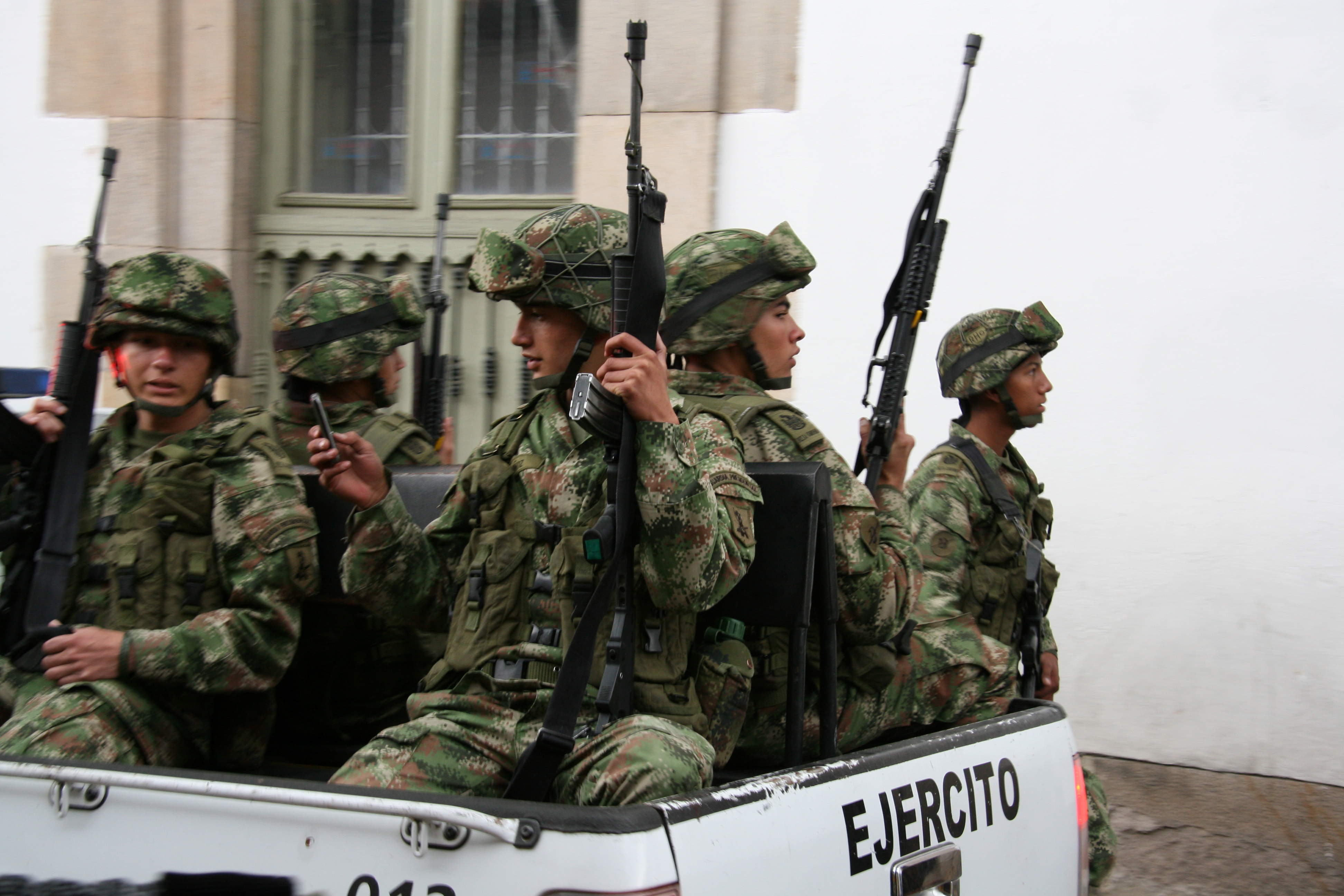
Productor y usuario principal: Ejército Nacional de Colombia con fusiles Galil Ace 23.
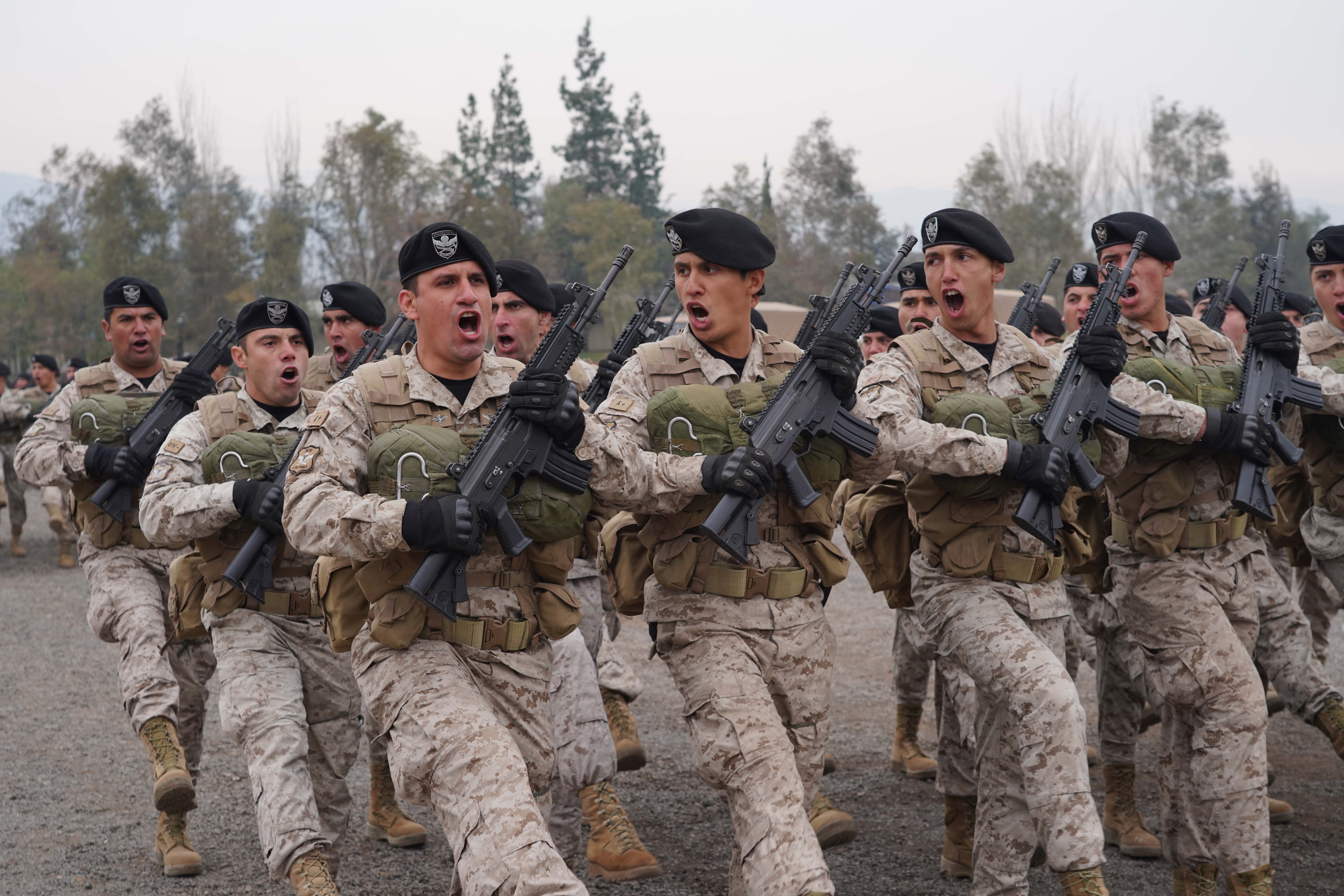
Miembros del Ejército de Chile con el Galil Ace marchando por el campo de desfile en una base militar en Santiago, Chile.
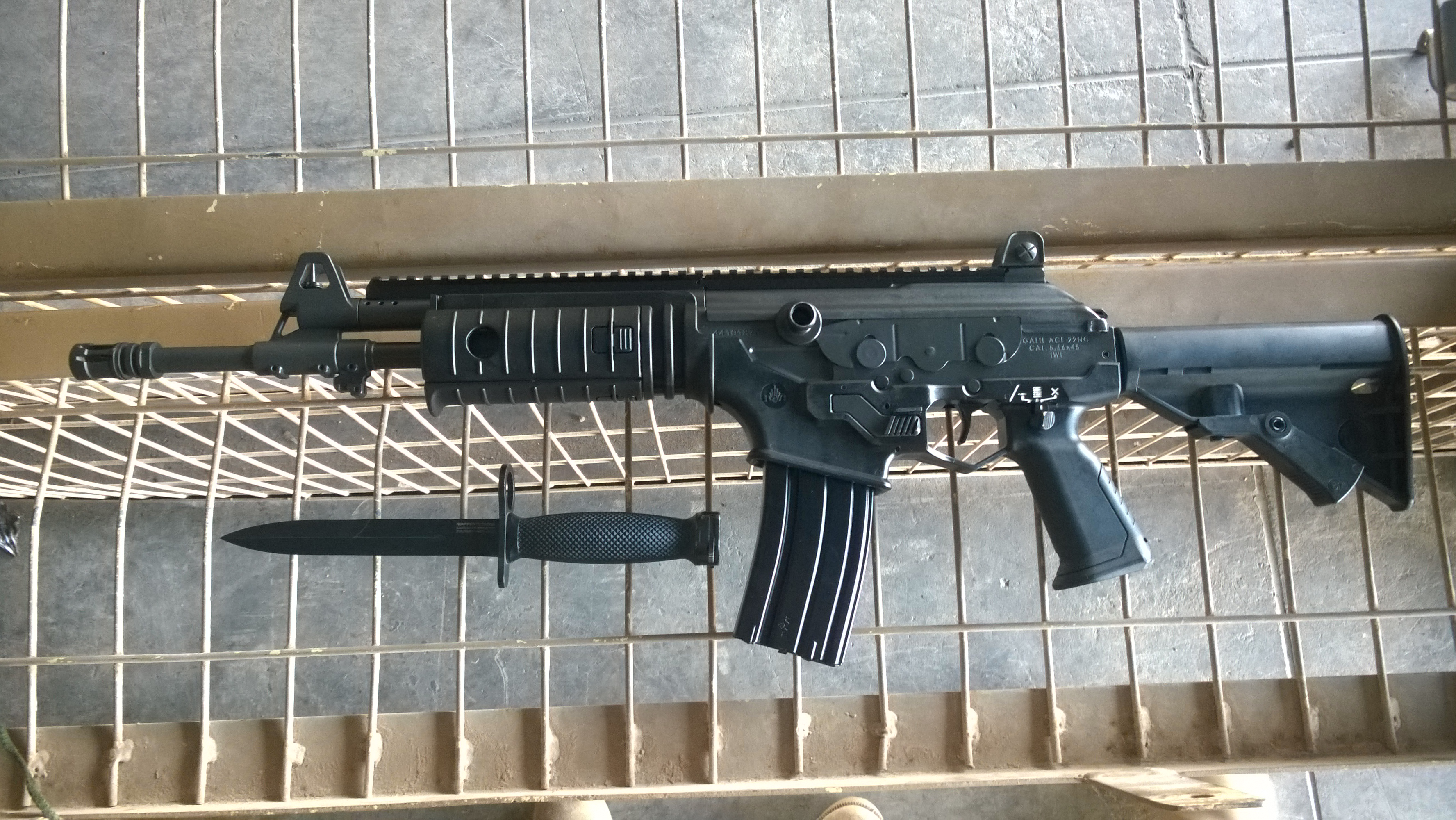
IWI Galil ACE 22NC con bayoneta.
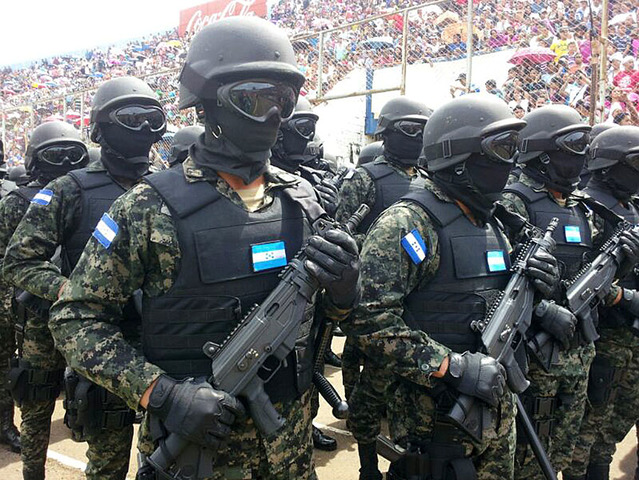
Miembros del Ejército de Honduras con el Galil ACE.
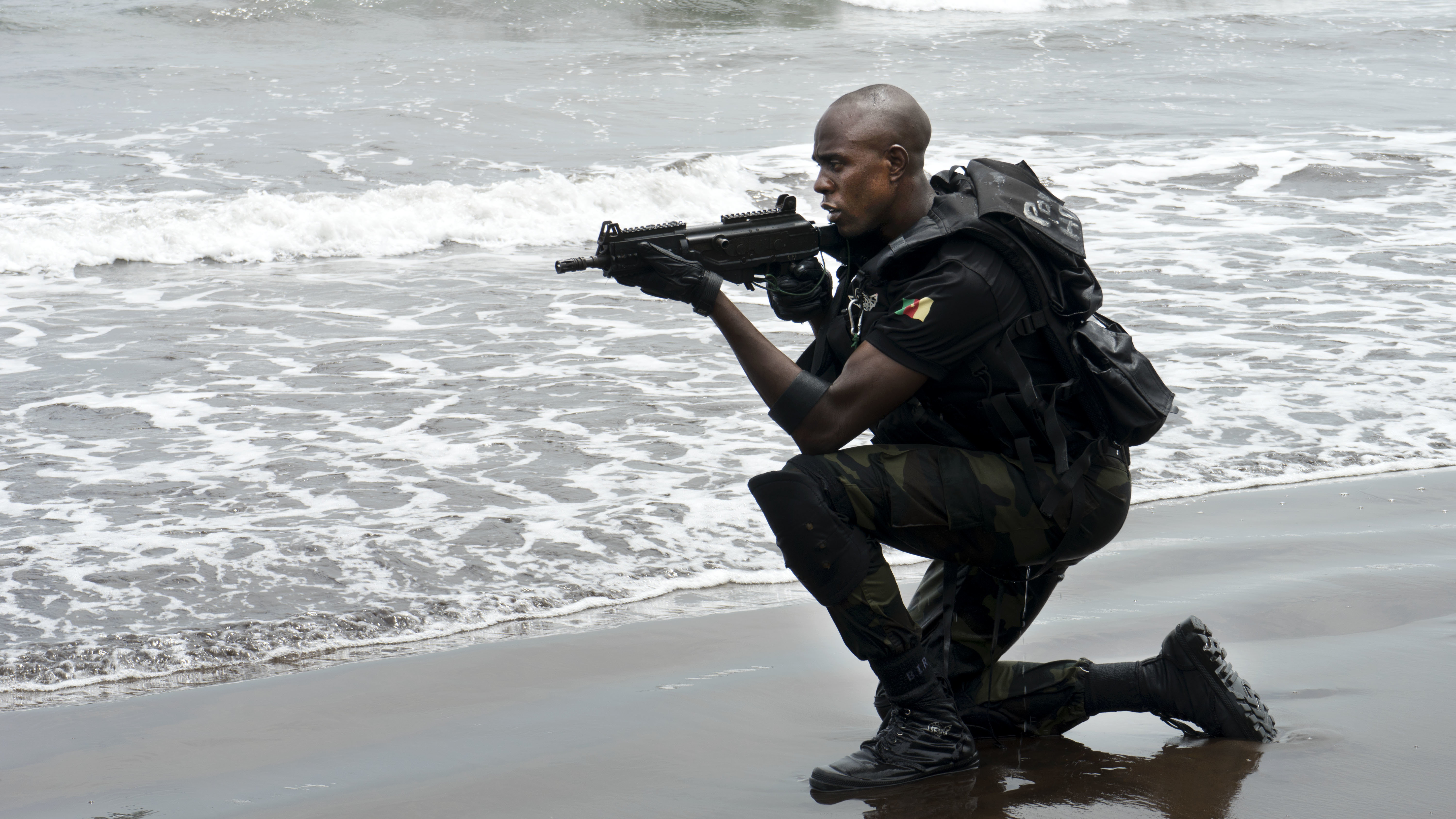
Fuerzas especiales de Camerún con Galil ACE durante un ejercicio marítimo de EE. UU./África diseñado para aumentar la seguridad marítima en el Golfo de Guinea.
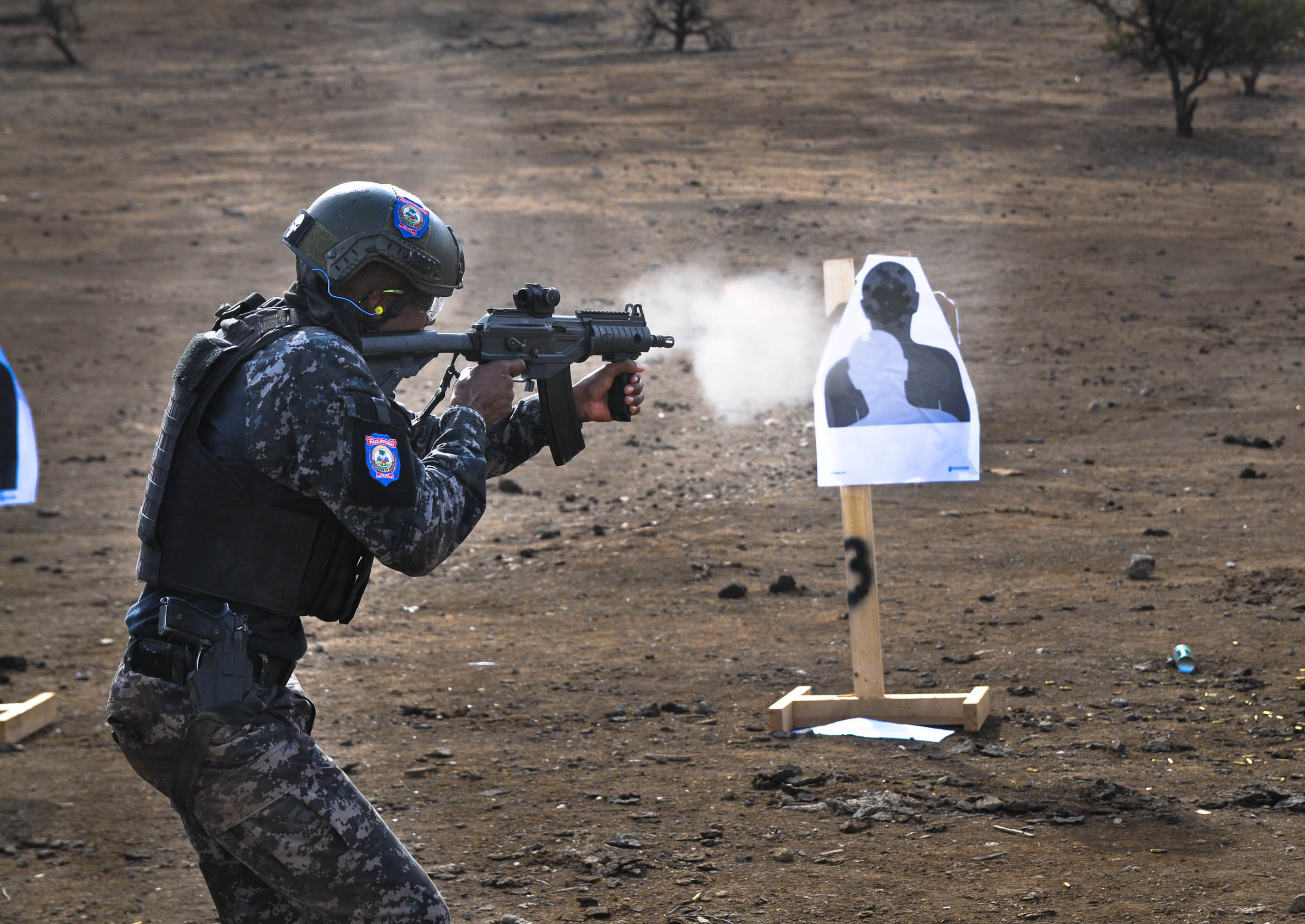
Miembro de la Policía Nacional de Haití disparando el IWI Galil ACE a un objetivo durante un ejercicio de entrenamiento de eventos de tareas críticas en un entorno táctico simulado.
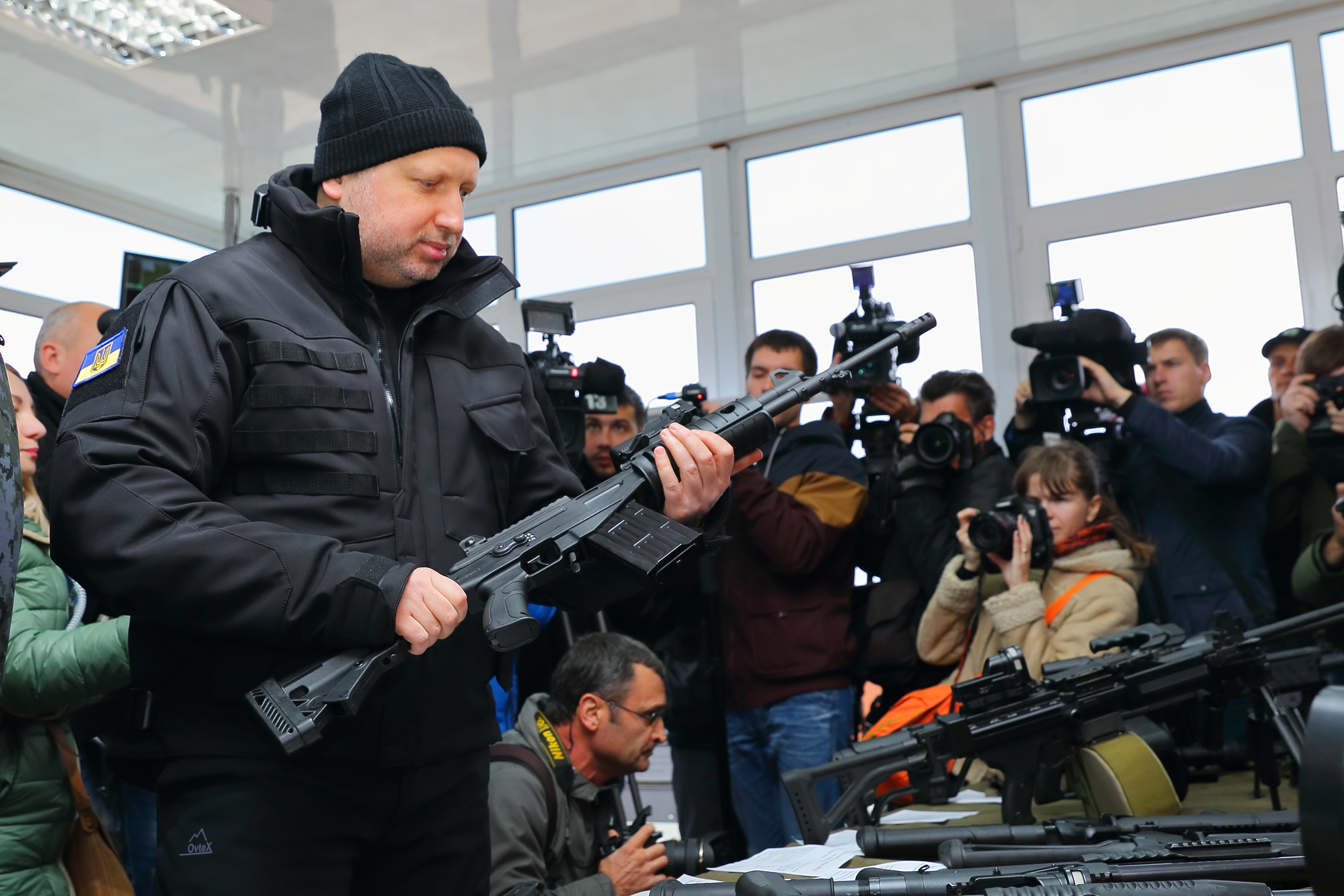
Alto funcionario ucraniano inspeccionando un Galil ACE en el campo de tiro de la Guardia Nacional en Ucrania.
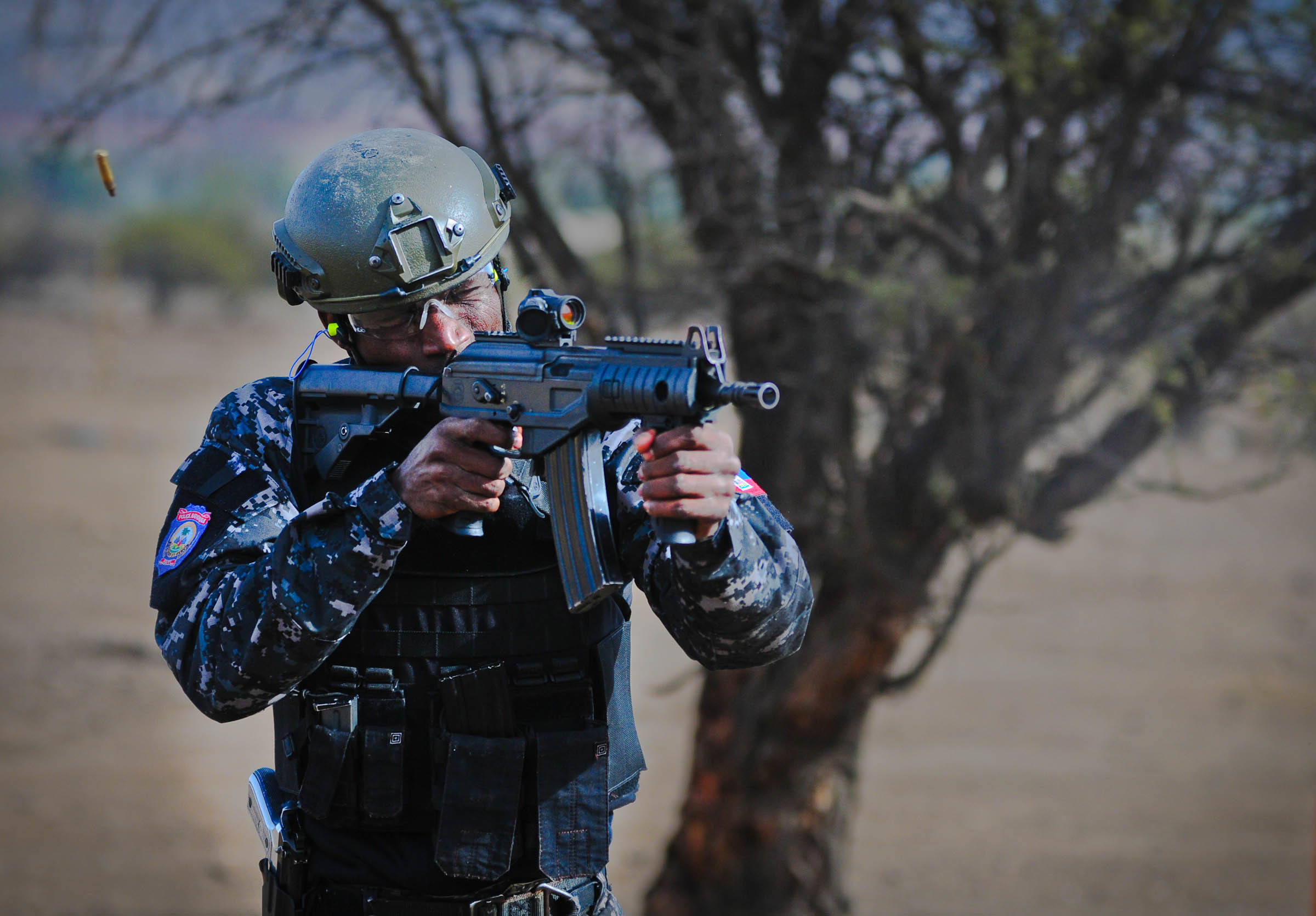
Miembros de las Ejército haitiano con el Galil ACE, participando en eventos de tareas críticas en la "Brigada de Operaciones Especiales Lautaro", Santiago, Chile.
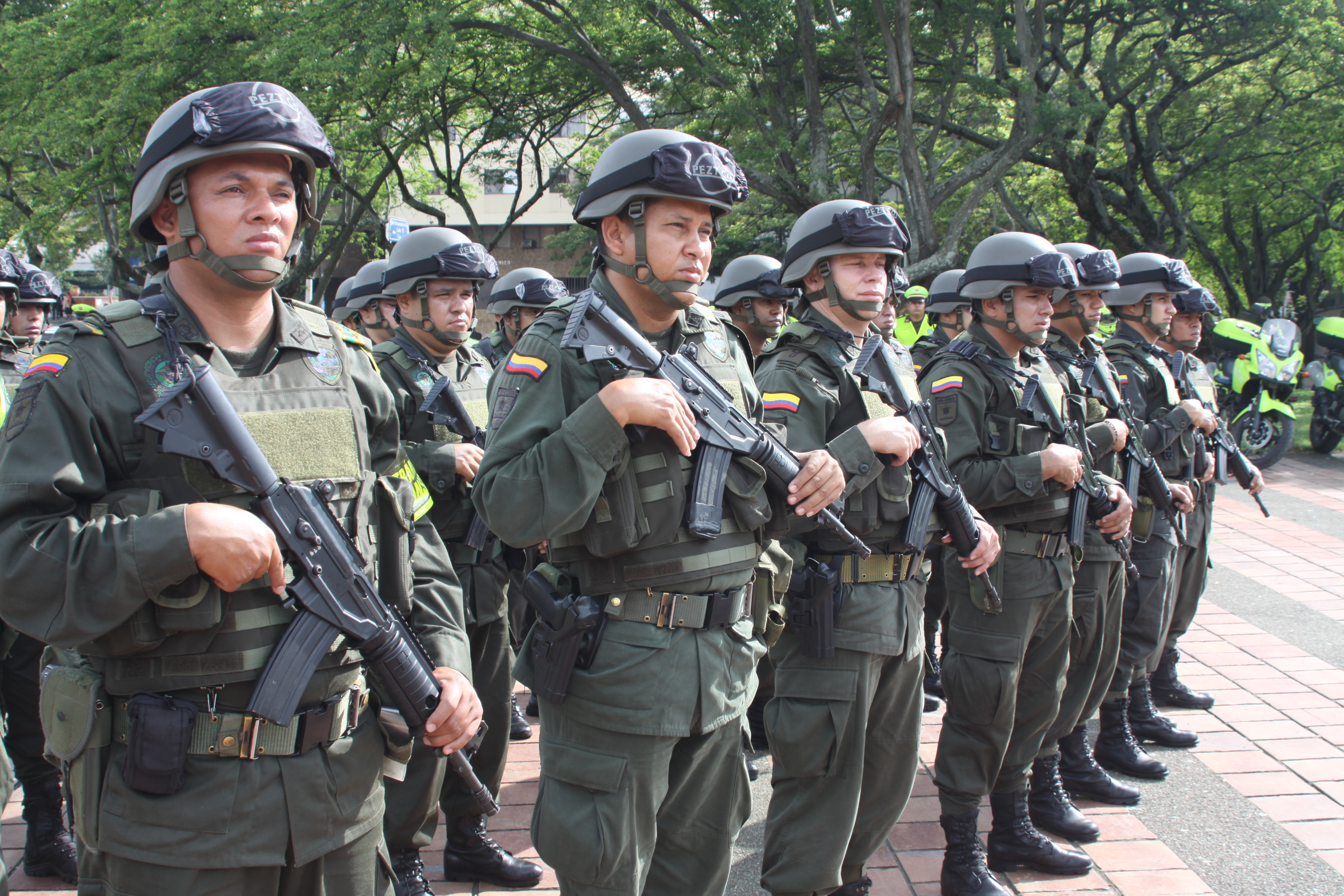
Miembros de la Policía Nacional de Colombia en formación portando el Galil ACE 22.
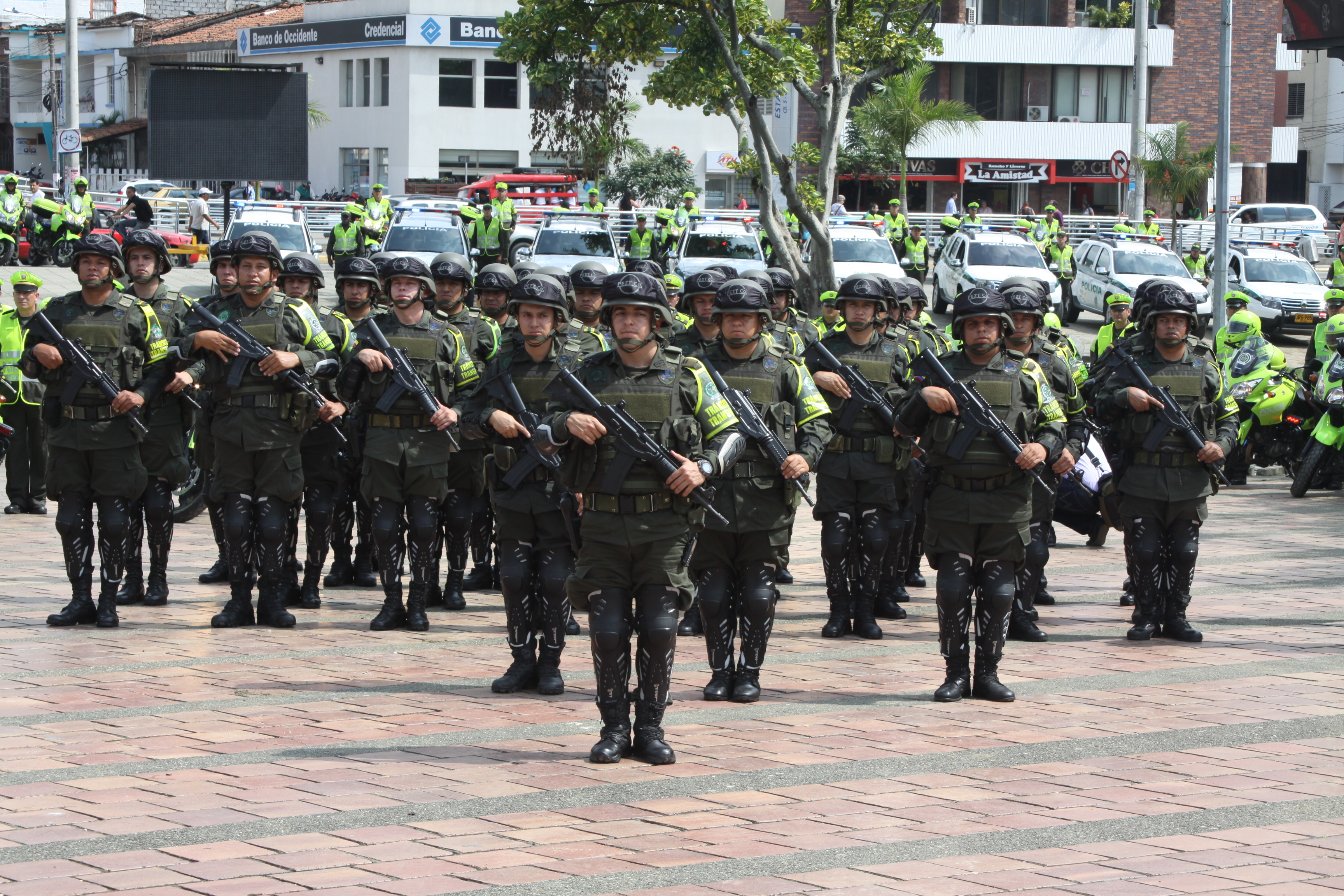
Policía Nacional de Colombia con Galil ACE.

## Variantes
| Modelo | Calibre   | Longitud del cañón | Longitud (extendida) | Longitud (retraída) | Peso   | Recámara  | Boca Velocidad | Alcance Efectivo | Velocidad de disparo |
| ------ | --------- | ------------------ | -------------------- | ------------------- | ------ | --------- | -------------- | ---------------- | -------------------- |
| ACE 21 | 5.56x45mm | 216 mm             | 730 mm               | 650 mm              | 3.00KG | 35 rondas | 710 m/s        | 300 m            | 680-880 DPM          |
| ACE 22 | 5.56x45mm | 335 mm             | 847 mm               | 767 mm              | 3.40KG | 35 rondas | 850 m/s        | …                | 680-880 DPM          |
| ACE 23 | 5.56x45mm | 463 mm             | 976 mm               | 896 mm              | 3.60KG | 35 rondas | 950 m/s        | 600 m            | 680-880 DPM          |
| ACEN21 | 5.56x45mm | 216 mm             | 730 mm               | 650 mm              | 3.05KG | 30 rondas | 710 m/s        | 300 m            | 680-880 DPM          |
| ACEN22 | 5.56x45mm | 335 mm             | 847 mm               | 767 mm              | 3.45KG | 30 rondas | 850 m/s        | …                | 680-880 DPM          |
| ACE 31 | 7.62x39mm | 216 mm             | 730 mm               | 650 mm              | 3.00KG | 30 rondas | 600 m/s        | 250 m            | 680-880 DPM          |
| ACE 32 | 7.62x39mm | 409 mm             | 927 mm               | 847 mm              | 3.50KG | 30 rondas | 680 m/s        | 400 m            | 680-880 DPM          |
| ACE 52 | 7.62x51mm | 409 mm             | 954 mm               | 874 mm              | 3.60KG | 25 rondas | 800 m/s        | …                | 620-680 DPM          |
| ACE 53 | 7.62x51mm | 511 mm             | 1,055 mm             | 963 mm              | 3.8KG  | 25 rondas | 860 m/s        | …                | 620-680 DPM          |

## Usuarios
- Argentina: Es utilizado por el GEOF.
- Chile: Se ha seleccionado, el Galil ACE como fusil estándar para las Fuerzas Armadas de Chile y el Grupo de Operaciones Policiales Especiales en las variantes. ACE 21, ACE 22, ACE 23, ACE 52, Manufacturado por FAMAE desde el 2014.   [12]
- Colombia: Manufacturado por Indumil y portado por Fuerzas Militares de Colombia y la Policía Nacional de Colombia.[13]
- Filipinas: La policía posee varias Unidades de ACE 22N.[cita requerida]
- Guatemala: Unidades Compradas por Indumil para el Ejército de Guatemala.[14]
- Haití: La policía de Haití posee varias unidades por compra a Indumil y a IWI.[15]
- Honduras.[16]
- Laos: Compra de unidades a Vietnam.[17]
- México: Son utilizados mayormente en varias versiones por la Policía Federal Ministerial de la Agencia de Investigación Criminal (AIC) y por sus Fuerzas Especiales, así como la Unidad Nacional de Operaciones (UNO) de la SSCP, entre otras unidades de policías estatales y federales.
- Panamá.[18]
- Paraguay
- Perú[19]
- Sudán del Sur: Durante la guerra civil se emplearon Fusiles ACE.[20]
- Ucrania[21]
- Vietnam: Producen y equipan versiones nacionales del Galil ACE 31/32 llamadas STV-380 y STV-215[22]